# 冯跃
冯跃（1958年6月—），重庆潼南人，汉族，1978年12月参加工作，1983年6月加入中国共产党。重庆市委党校宪法学与行政法学专业在职研究生学历。第十二届全国人民代表大会重庆地区代表。
2003年6月，任中共重庆市委、市政府信访办副主任；2018年12月，任重庆市国有资产监督管理委员会党委委员、副主任。2011年5月，任重庆市能源投资集团有限公司党委副书记、董事、总经理。2013年9月，任重庆市能源投资集团有限公司党委副书记、董事长、总经理。2014年2月，任重庆市能源投资集团有限公司党委书记、董事长。2017年8月退休。
2013年，担任全国人大代表。
2018年5月，因涉嫌严重违纪违法接受重庆市纪委监委纪律审查和监察调查。